# 李红霞
李红霞（1965年—），河南尉氏人，汉族，中华人民共和国政治人物、第十一届全国人民代表大会河南地区代表。
毕业于中国科学院上海硅酸盐研究所无机非金属材料专业，是中共党员。担任绥化市人民代表大会副主任。2008年起担任全国人大代表。2018年2月24日，当选为第十三届全国人大代表。